# Enrico Fabris
Enrico Fabris (* 5. Oktober 1981 in Asiago) ist ein italienischer ehemaliger Eisschnellläufer und zweifacher Olympiasieger.
Besonders auf den Langstrecken feierte Fabris in seiner seit 2000 andauernden internationalen Karriere Erfolge. Der größte von diesen war der Gewinn zweier olympischer Goldmedaillen bei den Olympischen Winterspielen 2006, sowohl über 1500 Meter als auch im Team. Zudem erreichte er acht Weltcupsiege und errang 2006 den Europameistertitel. Dazu kommen weitere Medaillen bei Weltmeisterschaften. Am 10. November 2007 stellte er einen Weltrekord über 5000 Meter auf, zudem hält er auf fast allen Strecken (mit Ausnahme der Sprintdistanzen) die nationalen Rekorde.

## Karriere

### Erste Erfolge (2000–2005)
Anfänglich bestritt Fabris Juniorenrennen auf internationaler Ebene wie beispielsweise das Viking Race 1998 in der Altersklasse 12–17. Im Dezember 2000 nahm er an der Italienischen Allroundmeisterschaft teil, bei der ob der geringen Bedeutung des italienischen Eisschnelllaufs der Männer allerdings insgesamt nur fünf Athleten an den Start gingen. Hinter Roberto Sighel wurde er hier Zweiter. 2001 konnte er bei der Allroundweltmeisterschaft der Junioren zumindest den zwölften Rang erreichen, nachdem er zuvor bereits erfolglos an zwei Juniorenweltmeisterschaften teilgenommen hatte. Auch im Weltcup war der Italiener bereits zu einem Kurzeinsatz in der Saison 2000/01 gekommen, dieser blieb allerdings ohne Punkte für ihn. Im Weltcup 2001/02 gelangen ihm regelmäßig gute Ergebnisse in der B-Gruppe, den Sprung in die A-Klasse schaffte er jedoch noch nicht. Insgesamt erreichte er im 5000/10.000-Meter-Weltcup jedoch bereits den 29. Rang unter insgesamt 44 Teilnehmern. In dieser Saison platzierte er sich zudem als 16. im Großen Vierkampf bei der Mehrkampf-EM 2002. Auch bei den Olympischen Winterspielen 2002 in Salt Lake City ging er an den Start und wurde als Sechzehnter über 5000 Meter immerhin bester U23-Athlet.
Im Weltcup 2002/03 bekam Fabris seine ersten Starts in der A-Gruppe und bestätigte seine guten Leistungen besonders beim Saisonfinale in Heerenveen, als er Neunter über 5000 Meter wurde. Dazu fuhr er in der B-Gruppe sogar zweimal auf das Podium. Bei seiner ersten Allroundweltmeisterschaft platzierte sich der Italiener auf dem 15. Rang, nachdem er über 10.000 Meter disqualifiziert wurde. Ebenfalls als Fünfzehnter klassierte er sich über jene Distanz bei den Einzelstreckenweltmeisterschaften 2003, dazu als Neunter über 5000 Meter. Seit 2003 bis heute errang Fabris zudem durchgehend den Titel des Italienischen Meisters im Großen Vierkampf. In der Saison 2003/04 gelang ihm sein erstes Top-3-Resultat in der A-Gruppe, ein dritter Rang über 1500 Meter in Inzell. Im Gesamtweltcup über diese Distanz platzierte er sich auf dem fünften Rang, im 5000/10.000-Meter-Weltcup auf dem sechsten. Die Krönung dieser erfolgreichen Saison, eine Medaille bei der Allroundweltmeisterschaft 2004, verpasste er als Vierter nur knapp, zudem wurde er Fünfter über 5000 Meter bei den Einzelstreckenweltmeisterschaften des Jahres.
Spätestens ab der Saison 2004/05 zählte Fabris zu den internationalen Spitzenathleten auf den Langdistanzen. Im November 2004 feierte er in Berlin seinen ersten Weltcuperfolg über 1500 Meter, dazu kamen viele weitere Ergebnisse in den Top Five. Im 1500-Meter-Weltcup verteidigte er seinen fünften Rang, im Disziplinenweltcup der längsten Strecken rutschte er um wenige Ränge auf den achten Platz ab. Bei der Allround-Weltmeisterschaft 2005 klassifizierte er sich nicht, bei den Einzelstreckenweltmeisterschaften gelang ihm überraschend die Silbermedaille mit der Mannschaft und ein vierter Platz über 5000 Meter.

### Olympiasieg und Weltklasse (2005–2009)

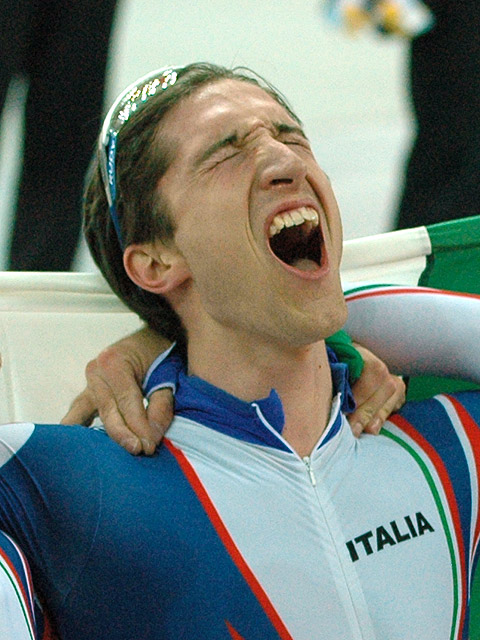
Enrico Fabris nach dem Sieg mit dem Team

Die Saison 2005/06 verlief für Fabris sehr erfolgreich, obwohl es zu Beginn der Saison 2005/06 nicht danach aussah. Bei den ersten Wettkämpfen kam der Italiener nicht in Form und verpasste häufig die Top 10. Eine Ausnahme bildete die Aufstellung des italienischen Landesrekordes über 3000 Meter in Calgary, der noch heute gilt. Erst ab Dezember kam er wieder auf das Podest und bei der Generalprobe für die Olympischen Spiele in Turin feierte er zwei Weltcupsiege, über 1500 Meter und mit dem Team. Im Januar 2006 wurde er in Hamar als erster Italiener Europameister. So ruhten die Hoffnungen der Italiener auf ihm, als er zu den Olympischen Winterspielen 2006 nach Turin reiste. Dort überzeugte er direkt beim ersten Eisschnelllaufwettkampf der Spiele, dem 5000-Meter-Rennen, wo er die Bronzemedaille beim Sieg Chad Hedricks gewann, was die erste olympische Eisschnelllauf-Medaille für Italien bedeutete. Fünf Tage darauf, am 16. Februar, gewann die italienische Staffel die Goldmedaille, nachdem sie die Vereinigten Staaten mit olympischem Rekord, die Niederlande sowie Kanada geschlagen hatten. Am 21. Februar gewann er auch das 1500-Meter-Rennen, womit er auf einen Schlag national bekannt wurde. Zuvor, so Fabris zu der Washington Post, wäre er selbst nach dem Europameistertitel in Italien unbekannt gewesen. Als letztes Rennen bestritt er auch die 10.000-Meter-Strecke, auf der er allerdings nur Achter wurde. Nach Olympia gewann er auch zum ersten Mal eine Medaille, hier Silber, bei der Mehrkampfweltmeisterschaft und platzierte sich auf dem dritten Rang im 1500-Meter-Weltcup. Auch im 5000/10.000-Meter-Weltcup verbesserte er sein Topergebnis auf einen fünften Rang.
Im Winter 2006/07 gelangen Fabris vier weitere Weltcupsiege, drei über 1500, einen über 10.000 Meter. Nur von Erben Wennemars geschlagen wurde er so Zweiter im 1500-Meter-Weltcup und außerdem Dritter im Langdistanz-Weltcup. Den Europameistertitel konnte er als Zweiter knapp nicht verteidigen, dafür gewann er auch bei der Mehrkampfweltmeisterschaft 2007 wieder die Silbermedaille. Ebenfalls Silber gewann er bei der Einzelstrecken-WM über 5000 Meter. Die Saison 2007/08 verlief für Fabris mit einem Weltcupsieg nicht ganz so erfolgreich wie die vorherige, dafür verteidigte er aber seinen dritten Rang im 5000/10.000-Meter-Weltcup. Neben Bronze bei der Mehrkampfeuropameisterschaft 2008 gewann er drei Silbermedaillen bei den Einzelstreckenweltmeisterschaften, über 5000 und 10.000 Meter sowie im Team. Die Allround-WM beendete er diesmal als Siebter. Bis Januar 2009 gelang Fabris in der Saison 2008/09 kein weiterer Weltcuperfolg, auch bei der Mehrkampf-EM klassierte er sich nach Disqualifikation nicht.
Am 21. November 2011 gab die FISG bekannt, dass Fabris seine Karriere beendet habe, nachdem er beim Weltcup in Tscheljabinsk über 1500 Meter nur Letzter geworden und danach zum Fünf-Kilometer-Rennen nicht mehr angetreten war.

## Eisschnelllauf-Weltcup-Platzierungen
Die Tabelle zeigt die erreichten Platzierungen im Eisschnelllauf-Weltcup.
- Platz 1.–3.: Anzahl der Podiumsplatzierungen
- Top 10: Anzahl der Platzierungen unter den ersten zehn

| Platzierung              | 100 m | 500 m | 1000 m | 1500 m | 3000 m | 5000 m | 10.000 m | Team | Gesamt |
| ------------------------ | ----- | ----- | ------ | ------ | ------ | ------ | -------- | ---- | ------ |
| 1. Platz                 |       |       |        | 5      |        | 1      | 1        |      | 7      |
| 2. Platz                 |       |       |        | 1      |        | 3      |          |      | 4      |
| 3. Platz                 |       |       |        | 5      |        | 3      | 1        |      | 9      |
| Top 10                   |       |       |        | 16     |        | 16     | 5        |      | 37     |
| Stand: 21. November 2009 |       |       |        |        |        |        |          |      |        |